# Гаттерас (острів)
Острів Гаттерас (англ. Hatteras Island) — бар'єрний острів на узбережжі Північної Кароліни у складі Зовнішніх мілин. Острів відокремлює затоку Памліко від Атлантичного океану. На острові знаходяться міста Роданті, Вейвз, Салво, Ейвон, Бакстон, Фріско і Гаттерас. Тут розташований Національний парк Мис Гаттерас.
Острів Гаттерас — один із найдовших островів США. Довжина — 68 км по прямій і 80 км по зовнішньому березі. Площа — 85,56 км², населення — 4001 (2000).
Острів входить до списку найкращих місць для серфінгу.

## Клімат

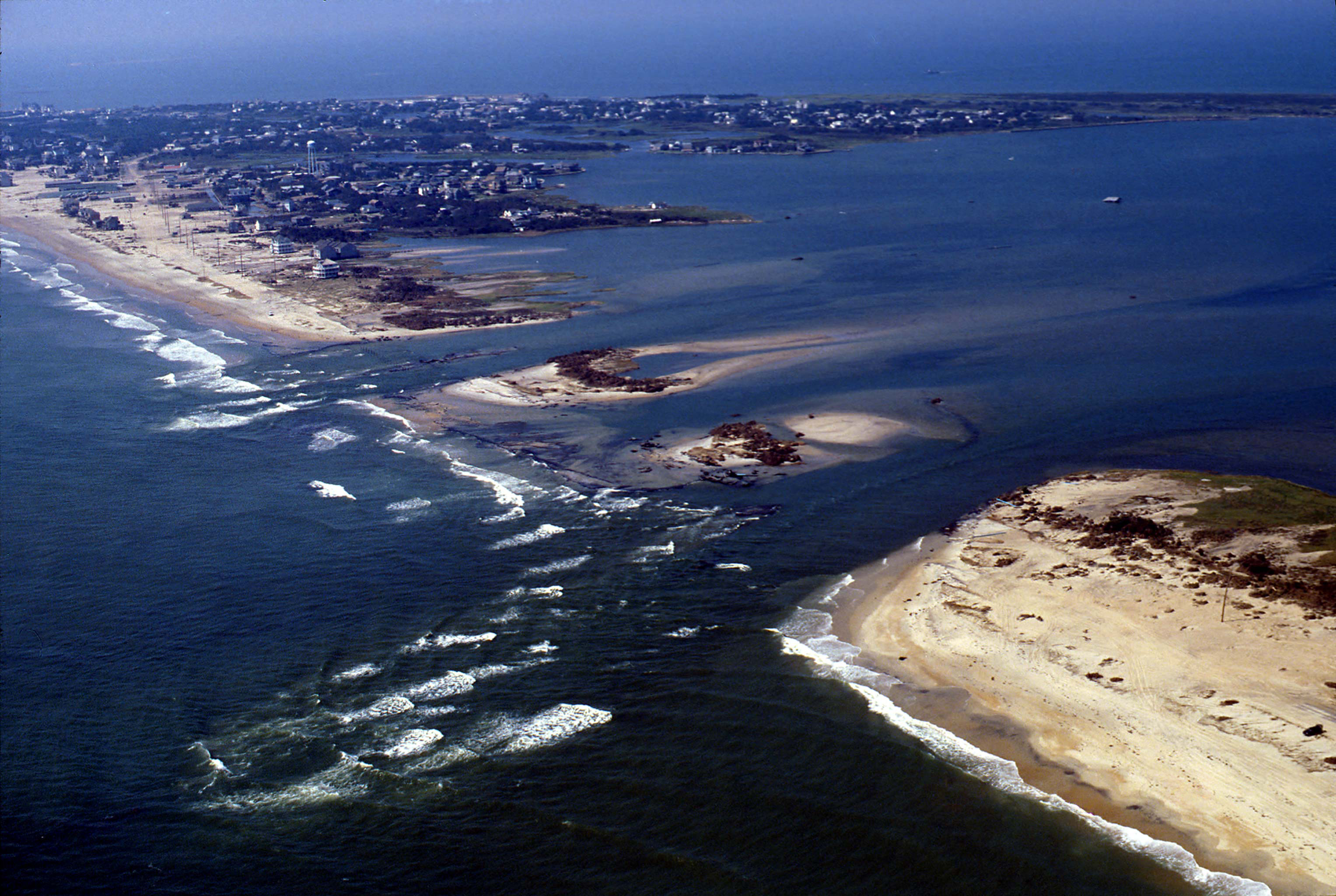
Протока, що виникла після урагану Ізабель

Острів Гаттерас розташований у зоні вологого субтропічного клімату з м'якою зимою і дуже теплим та вологим літом. Тому тут помірні коливання температури протягом року та доби. Середня температура в липні і серпні становить 30 °C і рідко підіймається вище за 32 °C. Температури нижчі нуля встановлюються близько 12 грудня і продовжуються в середньому до 11 березня. Снігопади взимку рідкі. Дощі досить рівномірно розподілені протягом року з максимумом у другій половині літа, коли проходять урагани.
2003 року в результаті удару урагану Ізабель та утворення протоки між містами Фріско і Гаттерас острів виявився розділений на дві частини. Дороги, електричні та інші комунікації були відновлені силами військових Інженерного корпусу, для цього знадобилося майже два місяці.